# کمونیسم مسیحی
کمونیسم مسیحی (انگلیسی: Christian communism) یک دیدگاه الهیاتی است که آموزه‌های عیسی مسیحیان را وادار به حمایت از کمونیسم مذهبی می‌کند. اگرچه هیچ توافق جهانی در مورد تاریخ دقیق شروع ایده‌ها و اعمال کمونیستی در مسیحیت وجود ندارد، بسیاری از کمونیست‌های مسیحی استدلال می‌کنند که شواهد از کتاب مقدس نشان می‌دهد که اولین مسیحیان، از جمله رسولان در عهد جدید، جامعه کوچک کمونیستی خود را در عهد جدید تأسیس کردند. سالها پس از مرگ و رستاخیز عیسی بسیاری از طرفداران کمونیسم مسیحی و دیگر کمونیست‌ها، از جمله کارل کائوتسکی، استدلال می‌کنند که این توسط عیسی تعلیم داده شده و توسط خود رسولان انجام شده‌است. این امر به‌طور کلی توسط مورخان تأیید شده‌است.

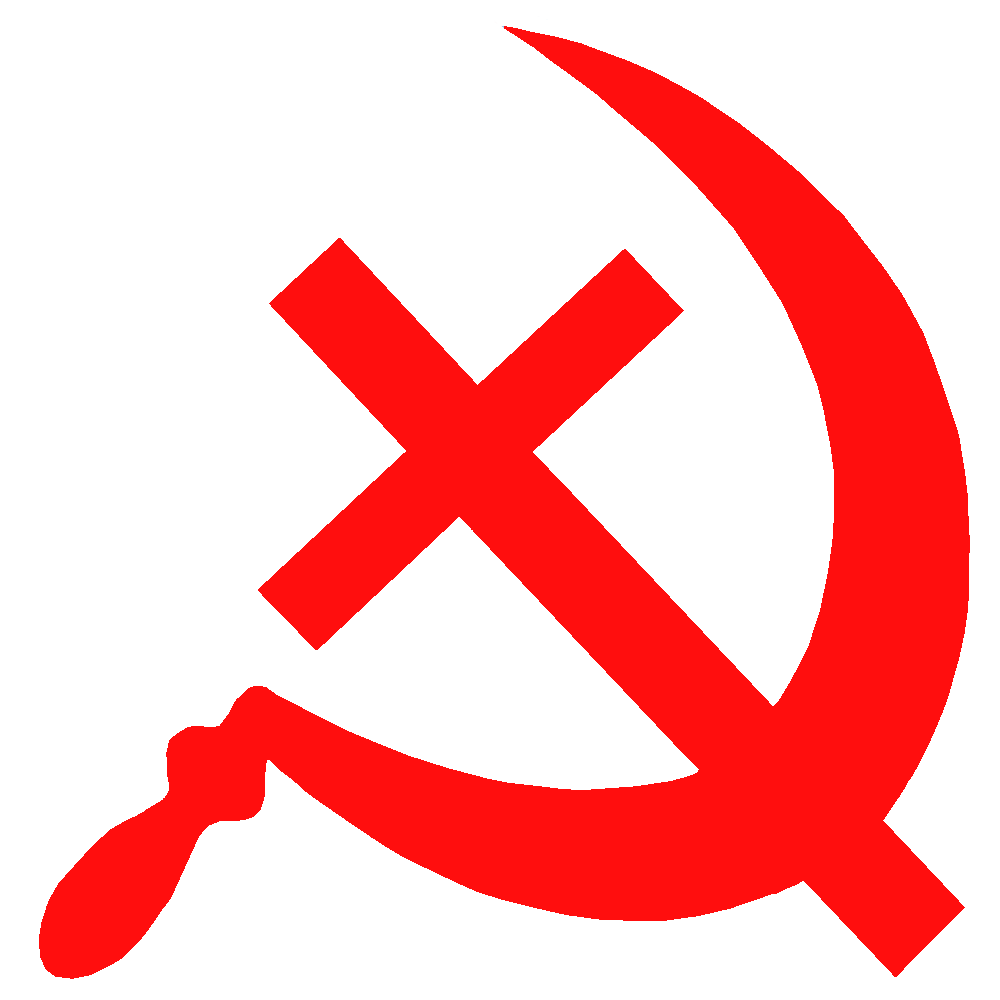
علامت داس و صلیب که توسط کمونیست‌های مسیحی مورد استفاده قرار می‌گیرد.

کسانی هستند که معتقدند کلیسای اولیه مسیحی، مانند آنچه در اعمال رسولان توصیف شده، شکل اولیه کمونیسم و سوسیالیسم مذهبی بوده‌است. دیدگاه این است که کمونیسم در عمل فقط مسیحیت بود و عیسی اولین کمونیست بود. این پیوند در یکی از نوشته‌های اولیه کارل مارکس برجسته شده بود، که بیان می‌کرد: «مسیح واسطه‌ای است که انسان تمام الوهیت خود، همه پیوندهای دینی خود را بر دوش او می‌کشد، بنابراین دولت واسطه‌ای است که در آن وجود دارد. او تمام بی خدایی خود، تمام آزادی انسانی خود را منتقل می‌کند.»

## تاریخچه

#### دیدگاه کلی
کمونیسم مسیحی مبتنی بر مفهوم کوینونیا بود که به معنای زندگی مشترک یا مشترک است، این یک دکترین اقتصادی نبود بلکه بیان عشق آگاپ بود. این اشتراک داوطلبانه کالاها در میان جامعه بود. اعمال رسولان ۴:۳۵ ثبت می‌کند که در کلیسا ی مسیحی اولیه در اورشلیم «[هیچ‌کس] ادعا نمی‌کرد که هیچ‌یک از دارایی‌های او متعلق به اوست، اما در همه چیز مشترک بودند.» این الگو به مسیحیان اولیه کمک کرد تا پس از محاصره اورشلیم زنده بمانند و برای چندین قرن جدی گرفته شد. در حالی که بعداً از تاریخ کلیسا ناپدید شد، در داخل باقی ماندرهبانیت و یک عامل حمایت کننده مهم در ظهور فئودالیسم بود. این آرمان در قرن نوزدهم با احیای رهبانیت و ظهور جنبش‌های مذهبی که خواستار احیای برابری‌خواهی اولیه مسیحی بودند، بازگشت. از آنجا که آنها به دلیل ارتباط آن با مارکسیسم به بی خدایی متهم شدند، کمونالیسم را برای توصیف کمونیسم مسیحی خود ترجیح دادند.

#### پدران کلیسا
پدران اولیه کلیسا، مانند پیشینیان مذهبی غیر ابراهیمی خود، معتقد بودند که جامعه بشری از یک نظم اجتماعی برابری طلبانه که اکنون از دست رفته، به وضعیت کنونی تنزل یافته‌است. چندین مورخ کلیسای اولیه مسیحی را همان‌طور که در اعمال رسولان توضیح داده شده‌است (به ویژه مرجع omnia sunt communia در اعمال رسولان ۲:۴۴–۴۵ و اعمال ۴:۳۲–۳۵) می‌دانند به عنوان شکل اولیه کمونیسم. در میان کمونیست‌های مسیحی، دیدگاه این است که کمونیسم در عمل فقط مسیحیت بود و عیسی یک کمونیست بود. مورخان بعدی در طول چندین قرن از خواندن جوامع اولیه کلیسا به عنوان ساختار کمونیستی حمایت کردند.

#### قرون وسطی عالی اروپا
از قرون وسطی در اروپا، گروه‌های مختلف حامی ایده‌های کمونیستی مسیحی و کمونالیستی روستایی گهگاه توسط فرقه‌های اصلاح‌طلب مسیحی پذیرفته می‌شدند. یک گروه پروتستان اولیه در اوایل قرن دوازدهم که از لیون سرچشمه می‌گرفتند، معروف به والدنسی‌ها، دارایی‌های خود را مطابق با کتاب اعمال مشترک داشتند، اما توسط کلیسای کاتولیک مورد آزار و اذیت قرار گرفتند و به پیمونت عقب‌نشینی کردند.
در حدود سال ۱۳۰۰، برادران حواری در شمال ایتالیا توسط Fra Dolcino، که فرقه ای به نام Dulcinians تشکیل داد، که از پایان دادن به فئودالیسم، انحلال سلسله مراتب در کلیسا، و داشتن تمام دارایی‌های مشترک حمایت می‌کرد، تسخیر شدند. شورش دهقانان در انگلستان الهام‌بخش «آرمان قرون وسطایی کمونیسم بدوی» بوده‌است، با کشیش جان بال این شورش، شخصیتی الهام‌بخش برای انقلابیون بعدی و گفته می‌شود که «چیزها نمی‌توانند. تا زمانی که همه کالاها مشترک باشند، در انگلستان خوب پیش می‌روند، و هرگز هم نخواهد شد.»

#### رنسانس
در قرن شانزدهم، نویسنده انگلیسی توماس مور، که در کلیسای کاتولیک به عنوان یک قدیس مورد احترام قرار می‌گیرد، جامعه ای را بر اساس مالکیت مشترک مالکیت در رساله اتوپیا به تصویر کشید که رهبرانش آن را از طریق اعمال عقل اداره می‌کردند.

#### اصلاحات و مدرنیته اولیه
چندین گروه در جنگ داخلی انگلیس از این ایده حمایت کردند، به ویژه حفاران جرارد وینستانلی، که از آرمان‌های روشن کمونیستی و کشاورزی حمایت می‌کردند. نگرش الیور کرامول و گراندی‌ها به این گروه‌ها در بهترین حالت دوسوگرا و اغلب خصمانه بود. توماس مونتزر یک جنبش بزرگ کمونیستی آناباپتیست را در طول جنگ دهقانان آلمانی در قرن شانزدهم رهبری کرد، که فریدریش انگلس در جنگ دهقانان در آلمان تحلیل کرد.
هوتریت‌ها به پایبندی دقیق به اصول کتاب مقدس و نظم کلیسا اعتقاد داشتند و نوعی کمونیسم را تمرین می‌کردند. به گفته مورخان ماکس استانتون و راد یانزن، هوتریت‌ها "یک سیستم سختگیرانه از Ordnungen را در جوامع خود ایجاد کردند، که قوانین و مقرراتی بود که بر همه جنبه‌های زندگی حاکم بود و چشم‌اندازی یکپارچه را تضمین می‌کرد. به عنوان یک سیستم اقتصادی. کمونیسم مسیحی برای بسیاری از دهقانانی که از انقلاب اجتماعی در اروپای مرکزی قرن شانزدهم حمایت می‌کردند، جذاب بود، مانند جنگ دهقانان آلمان، و انگلس آناباپتیست‌ها را کمونیست‌های اولیه می‌دانست.

#### آغاز عصر روشنگری
انتقاد از ایده مالکیت خصوصی تا عصر روشنگری قرن ۱۸ از طریق متفکرانی مانند ژان ژاک روسو عمیقاً مذهبی ادامه یافت. روسو که یک کالوینیست بزرگ شد، تحت تأثیر جنبش یانسنیستی در کلیسای کاتولیک قرار گرفت. جنبش یانسنیست از ارتودوکس‌ترین اسقف‌های کاتولیک رومی سرچشمه گرفت که در قرن هفدهم سعی در اصلاح کلیسای کاتولیک داشتند تا از سکولاریزاسیون و پروتستانیسم جلوگیری کنند. یکی از اهداف اصلی یانسنیسم دموکراتیزه کردن برای جلوگیری از فساد اشرافی در بالای سلسله مراتب کلیسا بود.

#### اواخر دوره مدرن
در اروپای مسیحی اعتقاد بر این بود که کمونیست‌ها بی‌خدایی را پذیرفته‌اند. در انگلستان پروتستان، کمونیسم بسیار نزدیک به آیین عشایر کاتولیک بود، از این رو اصطلاح سوسیالیستی ترجیح داده می‌شد. فریدریش انگلس استدلال کرد که در سال ۱۸۴۸، زمانی که مانیفست کمونیست منتشر شد، سوسیالیسم در اروپا قابل احترام بود در حالی که کمونیسم چنین نبود. آموزه‌های عیسی اغلب به عنوان سوسیالیست توصیف می‌شود، به ویژه توسط سوسیالیست‌های مسیحی، مانند تری ایگلتون. اوونیت‌ها در انگلستان و فوریه هادر فرانسه سوسیالیست‌های قابل احترامی در نظر گرفته می‌شدند، در حالی که جنبش‌های طبقه کارگر که «ضرورت تغییر اجتماعی کامل را اعلام می‌کردند» خود را کمونیست معرفی می‌کردند. این شاخه از سوسیالیسم آثار کمونیستی اتین کابه در فرانسه و ویلهلم وایتلینگ در آلمان را تولید کرد.
در سالهای اولیه جنبش مورمون‌ها، جوزف اسمیت قانون وقف و مفهوم نظم متحد را ترویج کرد. امروزه برخی از گروه‌های بنیادگرای مورمون هنوز این اصل را به کار می‌گیرند. سوسیالیسم مسیحی یکی از رشته‌های پایه‌گذار حزب کارگر در بریتانیا بود و گفته می‌شود که با قیام جان بال و وات تایلر در قرن چهاردهم آغاز شد.
پهر گوترک مانیفست کمونیست را در همان سالی که به زبان آلمانی منتشر شد به سوئدی ترجمه کرد. او با نفوذ مسیحی خود تغییراتی در آن ایجاد کرد، مانند تغییر نقل قول معروف اکنون کارگران جهان متحد شوید! به Folkets röst, guds röst! (Vox populi, vox Dei یا "صدای مردم صدای خداست"). او همچنین چندین اثر نوشت که جامعه سرمایه‌داری در حال توسعه را از منظر مسیحی مورد انتقاد قرار داد. ایگال هالفین از دانشگاه تل آویو استدلال می‌کند که اخلاق مارکسیستی که هدف آن وحدت است، منعکس کننده آموزه جهانی گرایی مسیحی است که نوع بشر یکی است و تنها یک خدا وجود دارد که بین مردم تبعیض قائل نمی‌شود.

#### چین
محل اقامت پادشاه شیوانگ پادشاهی آسمانی تایپینگ، که توسط ژنرال شورش تایپینگ لی شیشیان به عنوان مرکز فرماندهی در ژجیانگ استفاده می‌شود.
شرکت کنندگان در شورش پادشاهی آسمانی تایپینگ، یک پادشاهی تئوکراتیک مسیحی- شنیک، توسط حزب کمونیست چین به عنوان کمونیست‌های اولیه تلقی می‌شوند. سونگ چینگ لینگ، متدیست، در چین با عنوان رئیس‌جمهور افتخاری جمهوری خلق چین شناخته شد.

## اساس

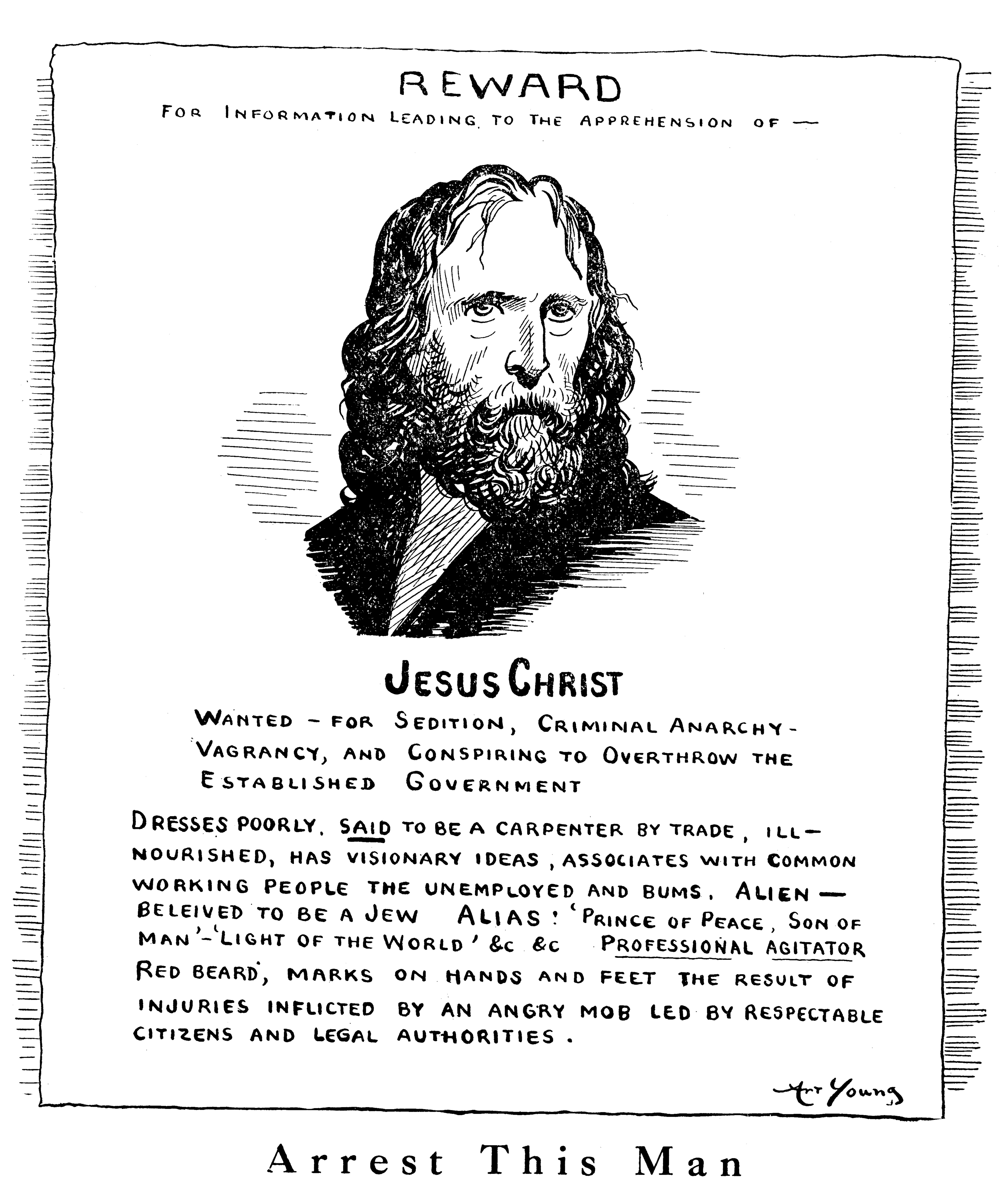
«این مرد را دستگیر کن» نوشته آرت یانگ. پاداش. برای اطلاعاتی که منجر به دستگیری -. عیسی مسیح تحت تعقیب - برای فتنه، هرج و مرج جنایتکار - ولگردی و توطئه برای سرنگونی حکومت مستقر. بد لباس می پوشد، گفته می شود حرفه ای نجاری است، بدغذا است، ایده های رویایی دارد، با کارگران معمولی بیکار و ولگرد معاشرت می کند. بیگانه - اعتقاد بر این است که یک یهودی است. نام مستعار: "شاهزاده صلح"، "پسر انسان - نور جهان"، و غیره. همزن حرفه‌ای ریش، نشانه روی دست‌ها و پاها را می‌خواند که نتیجه صدمات وارده توسط یک گروه خشمگین به رهبری شهروندان محترم و مقامات قانونی است.

#### توضیحات کلی
کمونیست‌های مسیحی معمولاً متون کتاب مقدس را در اعمال ۲ و اعمال رسولان ۴ به عنوان شاهدی بر این می‌دانند که اولین مسیحیان در یک جامعه کمونیستی زندگی می‌کردند. محققان عموماً موافقند که اعمال رسولان و انجیل لوقا توسط یک شخص نوشته شده‌است. در لوقا ۱۲:۳۳، عیسی به شاگردان خود دستور می‌دهد که آنچه را که دارند بفروشند و صدقه بدهند، و در لوقا ۱۴:۳۳ می‌گوید که هیچ‌کس نمی‌تواند شاگرد او باشد که همه دارایی خود را رها نکرده باشد. مورخان عموماً این دیدگاه را تأیید می‌کنند که نوعی از کمونیسم توسط عیسی تعلیم داده شده و توسط رسولان اعمال شده‌است.
«همه کسانی که ایمان آوردند با هم بودند و در همه چیز مشترک بودند، اموال و اموال خود را می‌فروختند و درآمد حاصل از آن را بر حسب نیاز بین همگان تقسیم می‌کردند… و تمام گروه ایمانداران یک دل و جان بودند. و هیچ‌کس ادعای مالکیت خصوصی بر هیچ اموالی نداشت، بلکه هر چه داشتند مشترک بود… در میان آنها یک نیازمند نبود، زیرا به تعداد زمین‌ها یا خانه‌هایی که مالک بودند آنها را فروختند و عواید حاصل از فروش را آوردند. آن را بر پای رسولان گذاشتند و بر حسب نیاز به هر یک تقسیم شد.»
— اعمال رسولان ۲:۴۴–۴۵، اعمال ۴:۳۲–۳۵
توده‌ها، کاریکاتور سیاسی ۱۹۱۷ توسط کاریکاتوریست سوسیالیست آرت یانگ
در میان مورخانی که از دیدگاه کمونیستی مسیحی حمایت می‌کنند، مونترو شواهدی انسان‌شناختی ارائه می‌کند که نشان می‌دهد اعمالی که در اعمال رسولان ۴: ۳۲–۳۵ بازگو می‌شود، تاریخی بوده و به‌طور گسترده در حداقل دو قرن اول مسیحیت به‌طور گسترده انجام شده و جدی گرفته شده‌اند. دیگر شواهد کتاب مقدس دربارهٔ نظام‌های اعتقادی ضدسرمایه‌داری عبارتند از متی ۶:۲۴، که می‌گوید: "هیچ کس نمی‌تواند به دو ارباب خدمت کند. یا از یکی متنفر خواهید بود و دیگری را دوست خواهید داشت یا به یکی اختصاص خواهید داشت. و دیگری را تحقیر کنید، نمی‌توانید هم به خدا و هم به پول خدمت کنید. شعار "هر کس به اندازه توانایی‌های خود" منشأ کتاب مقدسی دارد. اعمال رسولان ۱۱:۲۹ بیان می‌کند: "سپس شاگردان، هر کس برحسب توانایی خود، تصمیم گرفتند که برای برادرانی که در یهودیه ساکن بودند، کمک بفرستند." بعلاوه، عبارت «به هر کس بر حسب نیازش» مبنای کتاب مقدسی در اعمال رسولان ۴:۳۵ دارد که می‌گوید: «به فرستادگان هر کس را برحسب نیازش تقسیم کنند».
نویسندگان مختلف، از جمله توماس وارتون کالنز، خوزه پورفیریو می‌راند، او خوزه میگوئز بونینو، منابع کتاب مقدسی را توصیف می‌کنند که از یک جامعه دارای مالکیت مشترک حمایت می‌کنند. بونینو نوشت: "آیا بازخوانی رستاخیز امروز به عنوان مرگ انحصارات، رهایی از گرسنگی، یا شکل همبستگی مالکیت کاملاً پوچ است؟" بونینو و میراندا بر خلاف این عقیده استدلال می‌کنند که «کتاب مقدس معانی مختلفی دارد»، که از نظر آنها به الهی‌دانان محافظه‌کار غربی اجازه می‌دهد «کتاب مقدس را از افشای آن بازدارند». پیام خرابکارانه خود، و اینکه «از متن کتاب مقدس… برای دفاع از وضعیت موجود یک وضعیت پیش از انقلاب استفاده کنید»، همان‌طور که اندرو کرک خلاصه می‌کند. میراندا گفت: «من کتاب مقدس را به مارکس معرفی نمی‌کنم… من فقط می‌خواهم بفهمم کتاب مقدس چه می‌گوید… ما می‌خواهیم کتاب مقدس را جدی بگیریم.»

#### توضیحات تکمیلی
کمونیسم مسیحی صرفاً به اصول رسولان اولیه وابسته نیست و کمونیست‌های مسیحی استدلال می‌کنند که آرمان‌های ضدسرمایه‌داری عمیقاً در ایمان مسیحی ریشه دارند. در حالی که سرمایه‌داری مدرن در زمان عیسی هنوز شکل نگرفته بود، پیام او به شدت علیه عشق به پول و طمع و حمایت از فقرا بود. کمونیست‌های مسیحی اصول مسیح را ماهیت شدیداً ضدسرمایه‌داری می‌دانند. از آنجایی که «عشق به پول ریشه همه انواع شرارت است» (اول تیموتائوس ۶:۱۰)، برای مسیحیان طبیعی به نظر می‌رسد که با یک سیستم اجتماعی که - همان‌طور که کمونیست‌های مسیحی استدلال می‌کنند - کاملاً مبتنی بر عشق به پول است، مخالفت کنند. سرمایه‌داری به شدت مبتنی بر جمع‌آوری ربا است، که برای قرن‌ها توسط کلیسا بر اساس متون مقدس متعدد محکوم شد. مخالفت مسیحی با ظهور چنین سیستم مبتنی بر منافع تا حد زیادی توسعه سرمایه‌داری را به تأخیر انداخت و سرمایه‌داری تا زمانی که جان کالوین عملکرد سرمایه‌داری را از منظر دینی تأیید نکرد، از حمایت مردمی برخوردار نشد.